# 1919年鐵路
此條目列出1919年發生有關鐵路運輸的事件。

## 事件

### 2月
- 2月1日：臺東線北絲鬮停車場（初鹿車站）啟用。

### 3月
- 3月5日：赫爾辛基中央車站重建完成[1][2]。
- 3月24日：宜蘭線南段蘇澳車站至宜蘭車站通車。

### 5月
- 5月5日：宜蘭線北段八堵至瑞芳段通車。
- 5月28日：墨爾本市郊鐵路電氣化完成。

### 6月
- 6月1日：小田原電氣鐵道鐵道線通車。

### 10月
- 10月17日：馬德里地鐵1號線通車。

### 11月
- 11月15日：宜蘭線南段北延至礁溪車站。
- 11月16日：屏東線延長至頓物驛（今竹田車站）。

### 12月
- 12月3日：魁北克大橋通車[3]。